# Trnovo (Kriva Palanka)
Trnovo es un pueblo ubicado en el municipio de Kriva Palanka, en Macedonia del Norte.

## Superficie
Posee una superficie de 20,44 kilómetros cuadrados.

## Demografía
Hasta 2021 la población era de 86 habitantes, con una densidad de población de 4,208 habitantes por kilómetro cuadrado.